# Megadrillus brevipennis
Megadrillus brevipennis là một loài ruồi trong họ Asilidae. Megadrillus brevipennis được Macquart miêu tả năm 1839.